# С. О. С. — Спасите наше душе
С. О. С. — Спасите наше душе је српски филм из 2007. године. Режирао га је Слободан Шијан, а сценарио је писао Милош М. Радовић.
Филм је биоскопску премијеру имао у Београду 5. септембра 2008. године. Српска премијера одржана је одржана почетком јула 2007. године на  Филмском фестивалу Србије у Новом Саду.